# パトンビーチ

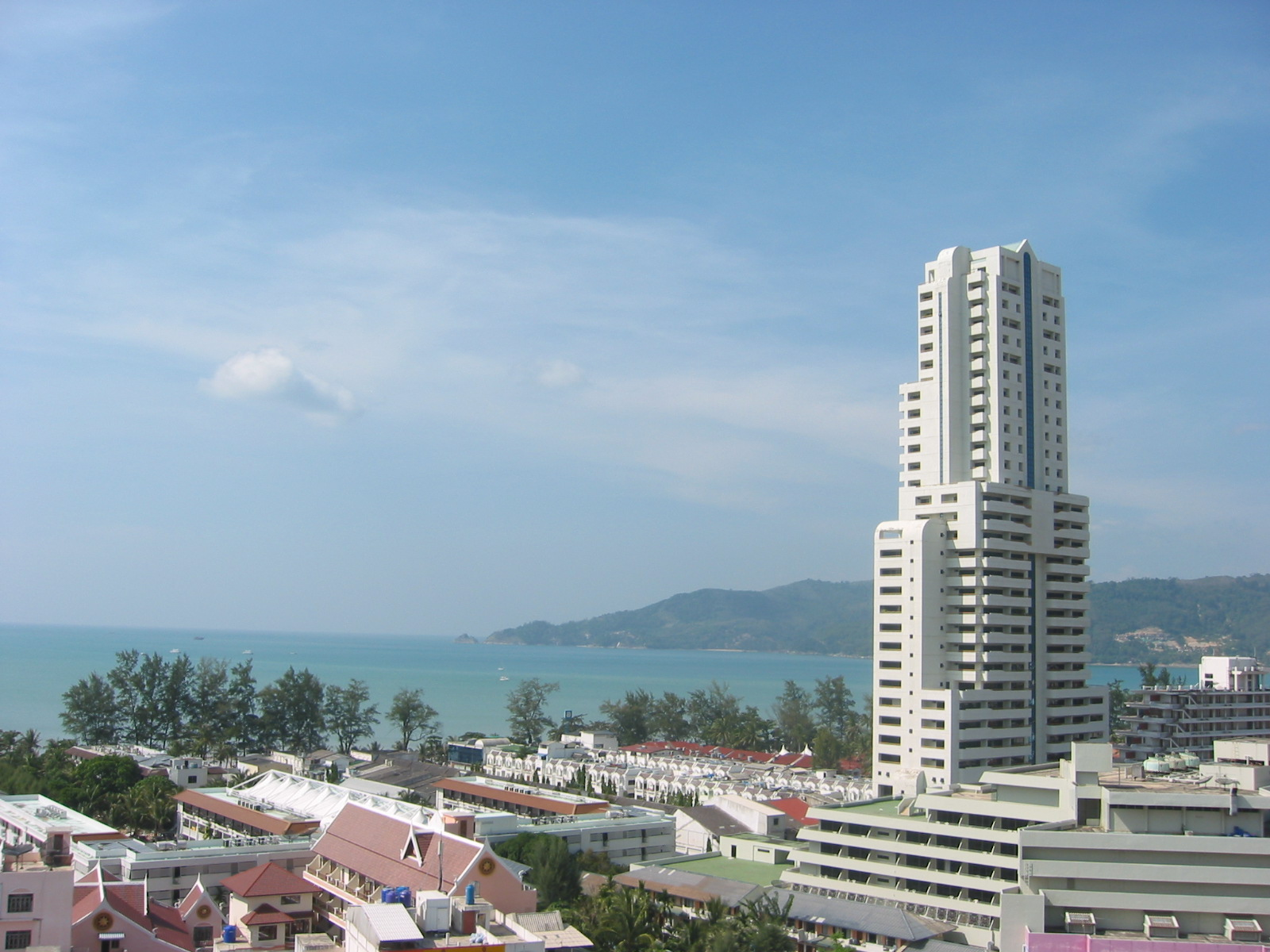
パトンタワーとパトンビーチ

パトンビーチ（英語表記：Patong beach）（タイ語表記 หาดป่าตอง）はタイ王国プーケット県カトゥー郡の西海岸にあるプーケット島最大のビーチである。

## 概要
プーケットの中でも人気の高いリゾート地であり、ビーチ近辺にはホテルや飲食店が数多く立ち並んでいる。ナイトライフで有名なバングラー通りにはバーやディスコ等も数多く、深夜まで旅行者で賑わっている。
2004年12月26日、スマトラ島沖地震が発生し、大規模の津波によって多数の死傷者を出した。ビーチ近辺のホテル・レストラン・商店などの観光施設も大部分が破壊された。その為一旦は観光客も激減したが、その後の急速な復興によって津波以前と変わらぬ賑わいを見せるようになった。